# Millettia nigrescens
Millettia nigrescens är en ärtväxtart som beskrevs av François Gagnepain. Millettia nigrescens ingår i släktet Millettia och familjen ärtväxter. Inga underarter finns listade i Catalogue of Life.